# Glen Johnson (piłkarz)

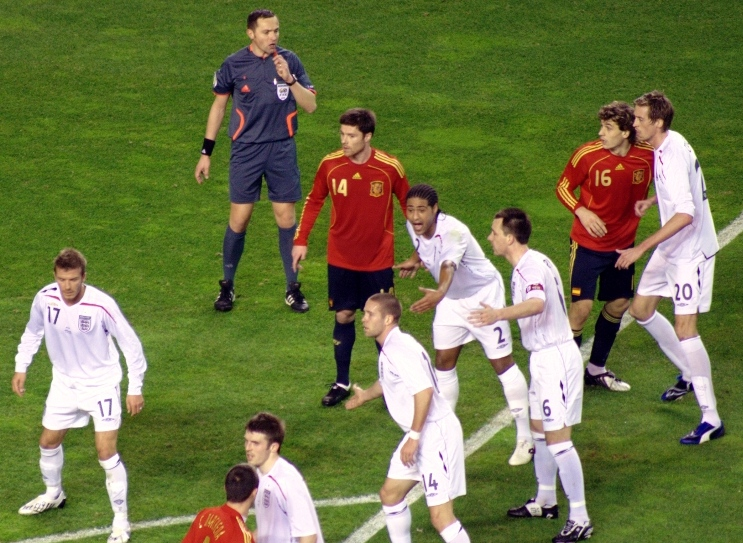
Johnson w meczu przeciwko Hiszpanii – 11 lutego 2009

Glen McLeod Johnson (ur. 23 sierpnia 1984 w Greenwich w Londynie) – angielski piłkarz grający w Stoke City jako boczny obrońca. Od 2003 do 2014 roku reprezentant Anglii.

## Kariera klubowa

### West Ham United
Karierę zaczynał w bardzo znanej szkółce piłkarskiej West Hamu. 1 sierpnia 2001, w wieku 16 lat, podpisał swój pierwszy, 3-letni kontrakt zawodowy z popularnymi "Młotami". W drużynie seniorów rozegrał 15 spotkań, a następnie został wypożyczony do Millwall. Na wypożyczeniu zagrał w zaledwie 8 spotkaniach, ale i to nie przeszkodziło w odkryciu w nim wielkiego talentu.

### Chelsea
Zainteresował się nim ówczesny trener Chelsea Claudio Ranieri. Natychmiast ściągnął on młodego piłkarza na Stamford Bridge. Johnson oficjalnie podpisał wart 6 milionów funtów kontrakt 15 sierpnia 2003 r.
Zawodnik nie był wystawiany w podstawowej jedenastce ani za czasów Ranieriego ani też Mourinho. W barwach The Blues rozegrał 41 spotkań ligowych strzelając trzy gole.

### Portsmouth
Z powodu braku miejsca w pierwszej jedenastce, a nawet na ławce rezerwowych piłkarz postanowił przejść na rok wypożyczenia do rywala The Blues w lidze – Portsmouth. Po sezonie spędzonym na wypożyczeniu postanowił związać się z klubem na stałe. 31 sierpnia podpisał wart 4 miliony funtów 4-letni kontrakt.
W 2008 roku zdobył z klubem Puchar Anglii.
Johnson znalazł się w drużynie roku sezonu 2008-2009 angielskiej Premier League.

### Liverpool
22 czerwca 2009 Liverpool F.C. ogłosił zakup Glena Johnsona z Portsmouth. Piłkarz zadebiutował w pierwszej drużynie 16 lipca w meczu sparingowym z St. Gallen, który zakończył się remisem 0:0. Gracz wszedł na boisko w drugiej połowie. W lidze debiut zaliczył 16 sierpnia w meczu z Tottenhamem Hotspur. Pierwszego gola w barwach The Reds zdobył 19 sierpnia, gdy w ligowym debiucie na Anfield bramkarza Stoke City pokonał strzałem „nożycami” z kilku metrów. Liverpool wygrał ten mecz 4:0.
W sezonie 2011/2012 zdobył z drużyną klubową Puchar Ligi Angielskiej.

### Stoke City
12 lipca 2015 roku przeniósł się do Stoke City, podpisując dwuletni kontrakt.

## Reprezentacja
W latach 2000–2003 zaliczył 14 występów w reprezentacji Anglii U-21. W seniorskiej kadrze zadebiutował 18 listopada 2003 w meczu przeciwko Danii wchodząc w 16. minucie za kontuzjowanego Gary’ego Neville’a.
Po słabym występie w towarzyskim meczu przeciwko Danii w sierpniu 2005 stracił swoją pozycję w reprezentacji na rzecz Luke’a Younga. Nie był powoływany ani przez Svena Görana Erikssona ani przez jego następcę, Steve’a McClarena.
W styczniu 2008 został wystawiony w pierwszej jedenastce kadry prowadzonej przez Fabio Capello w wygranym 2:0 mecz z Andorą. Od tamtej pory regularnie otrzymuje powołania na mecze reprezentacji. W kolejnym meczu z Andorą, rozegranym 10 czerwca 2009 r., zaliczył 4 asysty, odczuwalnie przyczyniając się do wygrania tego spotkania 6:0 przez Anglię, i został wybrany graczem meczu.

## Statystyki kariery
Aktualne na dzień 7 maja 2018 r.
| 2001/02            | West Ham United    | Premier League     | 0   | 0  | 0  | 0 | 0  | 0 | —  | — | 0   | 0  |
| 2002/03            | Millwall (wyp.)    | Division 1         | 8   | 0  | 0  | 0 | 0  | 0 | —  | — | 8   | 0  |
| 2002/03            | West Ham United    | Premier League     | 15  | 0  | 1  | 0 | 0  | 0 | —  | — | 16  | 0  |
| 2003/04            | Chelsea            | Premier League     | 19  | 3  | 1  | 0 | 3  | 0 | 9  | 1 | 32  | 4  |
| 2004/05            | Chelsea            | Premier League     | 16  | 0  | 3  | 0 | 3  | 0 | 6  | 0 | 28  | 0  |
| 2005/06            | Chelsea            | Premier League     | 4   | 0  | 4  | 0 | 0  | 0 | 0  | 0 | 8   | 0  |
| 2006/07            | Portsmouth (wyp.)  | Premier League     | 26  | 0  | 2  | 0 | 0  | 0 | —  | — | 28  | 0  |
| 2007/08            | Chelsea            | Premier League     | 2   | 0  | 0  | 0 | 0  | 0 | 0  | 0 | 2   | 0  |
| 2007/08            | Portsmouth         | Premier League     | 29  | 1  | 6  | 0 | 1  | 0 | —  | — | 36  | 1  |
| 2008/09            | Portsmouth         | Premier League     | 29  | 3  | 1  | 0 | 1  | 0 | 4  | 0 | 35  | 3  |
| 2009/10            | Liverpool          | Premier League     | 25  | 3  | 0  | 0 | 1  | 0 | 9  | 0 | 35  | 3  |
| 2010/11            | Liverpool          | Premier League     | 28  | 2  | 0  | 0 | 0  | 0 | 7  | 0 | 35  | 2  |
| 2011/12            | Liverpool          | Premier League     | 23  | 1  | 3  | 0 | 3  | 0 | —  | — | 29  | 1  |
| 2012/13            | Liverpool          | Premier League     | 36  | 1  | 0  | 0 | 0  | 0 | 7  | 1 | 43  | 2  |
| 2013/14            | Liverpool          | Premier League     | 29  | 0  | 0  | 0 | 1  | 0 | —  | — | 30  | 0  |
| 2014/15            | Liverpool          | Premier League     | 19  | 1  | 4  | 0 | 2  | 0 | 3  | 0 | 28  | 1  |
| 2015/16            | Stoke City         | Premier League     | 25  | 0  | 1  | 0 | 3  | 0 | 0  | 0 | 29  | 0  |
| 2016/17            | Stoke City         | Premier League     | 21  | 0  | 1  | 0 | 1  | 0 | 0  | 0 | 23  | 0  |
| 2017/18            | Stoke City         | Premier League     | 8   | 0  | 0  | 0 | 1  | 0 | 0  | 0 | 9   | 0  |
| Łącznie w karierze | Łącznie w karierze | Łącznie w karierze | 362 | 15 | 27 | 0 | 20 | 0 | 45 | 2 | 453 | 17 |

## Sukcesy

### Klubowe
Chelsea
- Mistrzostwo Anglii: 2004/2005
- Tarcza Wspólnoty: finalista, 2007
- Puchar Ligi Angielskiej: 2005

Portsmouth
- Puchar Anglii: 2008
- Tarcza Wspólnoty: finalista, 2008

Liverpool
- Puchar Ligi Angielskiej: 2012
- Puchar Anglii: finalista, 2012

### Indywidualne
- Gol Sezonu Premier League (Portsmouth vs. Hull City): 2008/2009
- Drużyna Roku Premier League: 2008/2009